# Funariales
Funariales, red pravih mahovina. Sastoji se od porodice Funariaceae i fosilnog roda Gomankovia.

## Sistematika
- familia Funariaceae Schwägr.
- genus Gomankovia Ignatov

U red su nekada uključivane i porodice:
- Disceliaceae, danas u Disceliales[3]
- Ephemeraceae,
- Gigaspermaceae, danas u Gigaspermales[4]
- Oedipodiaceae, u Oedipodiales[5]
- Splachnaceae u Splachnales[6]
- Splachnobryaceae